# Tereza Marečková (herečka)
Tereza Maxmilián Marečková (* 1. října 1995 Brno) je česká hudebnice, herečka a zpěvačka.

## Životopis
Studovala hru na housle na Brněnské konzervatoři u profesora Františka Novotného. Již během studia začala vystupovat v Divadle Husa na provázku a po dvou letech jej přerušila. Od té doby je zde ve stálém angažmá s pauzou v letech 2019-2021, kdy byla členkou souboru Městských divadel pražských.

## Divadelní role

### Divadlo Husa na provázku
- 2012 (obnovená premiéra) Anička – Miloš Forman, Jaroslav Papoušek, Ivan Passer: Lásky jedné plavovlásky – plavovlásky jedné lásky, režie: Vladimír Morávek[1]

- 2014 Kateřina Cavalieri, Mozartova žačka, velice talentovaná, Peter Shaffer: Amadeus (tj. Milovaný Bohem) – Hommage à Miloš Forman, úprava a režie: Vladimír Morávek[2]
- 2016 Alma I. / Loutka Almy, Jiří Ort: Alma. Amoroso presto, režie: Gabriela Ženatá[3]
- 2017 Irving Lehman – Stefano Massini: Dynastie, režie: Michal Dočekal[4]
- 2018 Vítězslava Kaprálová – Kateřina Tučková: Vitka, režie: Anna Petrželková[5] – za tuto roli byla nominována na Cenu divadelní kritiky v kategorii Ženský herecký výkon roku 2018[6] a dále Cenu divadelních novin za herecký výkon sezony bez ohledu na žánry [7]

### Národní divadlo
- 2018 Kuhmist, housle, viola – Ivan Acher: Sternenhoch[8] – tato opera byla nominována na Cenu divadelní kritiky v kategorii Inscenace roku 2018[6]
- 2022 Poe - inscenace Laterny Magiky v režii Lenky Vágnerové

### Městská divadla pražská
- 2019 Julie – William Shakespeare: Romeo a Julie, Městská divadla pražská, režie: Michal Dočekal[9]

### Divadlo Aréna (Bratislava)
- 2017 Laura Wingfieldová – Tennessee Williams: Sklenený zverinec, režie: Martin Čičvák[10]

## Hudba
Je autorkou scénické hudby k představením:
- 2017 Alfred Jarry: Ubu králem, Divadlo Husa na provázku[11][12]
- 2017 Miroslav Válek: Žltým včelám žlté slzy. Divadlo Andreja Bagara, Nitra, režie Jan z Přítmí[13]

## Ocenění

### Ceny
- 2018 Cena divadelní kritiky v kategorii Talent roku[14]
- 2019 Cena divadelních novin za herecký výkon sezony bez ohledu na žánry.[7]

### Nominace
- 2018 V tomto roce obdržela dvě nominace na Cenu divadelní kritiky:
  - v kategorii Ženský herecký výkon roku 2018[6]
  - současně hrála v opeře Sternenhoch, která byla nominována na cenu v kategorii Inscenace roku 2018[6]